# Retrovirové infekce ptáků
Retroviry ptáků (čeleď Retroviridae) jsou sférické obalené RNA viry s reverzní transkriptázou. Retroviry mohou u svých přirozených hostitelů indukovat neoplasie, imunodeficienci nebo nervová onemocnění. Jsou termolabilní, ve vnějším prostředí velmi málo odolné. Ptačí retroviry tvoří v čeledi Retroviridae samostatný rod Alpharetrovirus. U drůbeže jsou původci aviární leukózy, retikuloendotelióz a lymfoproliferativní nemoci krůt; slouží také jako model v onkologickém výzkumu.

## Původce
Ptačí leukózní virusy (angl. avian leukosis viruses, ALV) jsou původci nejen aviární leukózy, ale také mnoha jiných solidních nádorů, včetně fibrosarkomů, chondromů, hemangiomů, histiocytárních sarkomů, nefroblastomů, mesotheliomů, myxomů, osteopetrózi aj. Tyto nádory se mohou vyskytovat samostatně nebo v kombinaci s aviární leukózou.
ALV mají komplexní symetrií, dosahují velikosti 80-120 nm. Skládají se z centrálně uložené dřeně (C-typ partikule) obalené vnitřní proteinovou membránou ve tvaru ikozaedru (dvacetistěnu). Vnější obal virionu tvoří dvouvrstevná lipidová membrána s glykoproteinovými povrchovými projekcemi. Nukleokapsida obsahuje dva virem kódované enzymy ( reverzní transkriptázu a integrázu).
Genom virů tvoří jednovláknová RNA, na které jsou lokalizovány 3 nebo 4 strukturální geny, určující biologické vlastnosti viru: gen gag/pro (kóduje skupinově specifický antigen /gs, p27/ a proteázu), gen pol (kóduje enzym reverzní transkriptázu a integrázu ) a gen env (kóduje virový obal a určuje typově specifické antigeny, interferenci a hostitelský rozsah). Tyto 3 úseky tvoří dohromady tzv. replikační genom. U ALV schopných nádorové přeměny (transformace) buněk obsahuje virový genom ještě gen onc, tzv. transformační gen (onkogen).

## Replikace
Po infekci vnímavých buněk se ALV replikují pomocí reverzní transkriptázy přes DNA intermediát, který se integruje do DNA hostitelské buňky (provirus). Pro vznik nových plnohodnotných infekčních partikulí je nezbytné, aby infikující virus obsahoval kompletní replikační genom, pro nádorovou transformaci buněk pak také transformační gen (onkogen). Viry, kterým chybí některý z uvedených částí genomu, se nazývají replikačně (rd) nebo transformačně defektní (td). Replikačně defektní viry potřebují ke vzniku kompletního viru přítomnost tzv. "pomocníka" (helper virus). Např. replikačně defektní viry Rousova sarkomu (RSV) mohou sice vnímavé buňky transformovat (obsahují onkogen), ale protože nemají kompletní replikační genom (nejčastěji chybí úsek env), netvoří se infekční virus; dochází k tzv. neproduktivní infekce (NP-buňky). Tvorbu obalu a tím i nových kompletních partikulí zajistí helper virus, kterým je v terénních infekcích zpravidla ptačí leukózní virus. Při rozdílné antigenní vybavenosti rd-viru a pomocníka obsahuje nově vytvořený virus typově specifické antigeny od helper viru (dochází k tzv. fenotypické mixáži). Kromě toho může dojít také k zabudování genetické informace buňky do virového genomu nebo k výměně částí virové RNA.

## Podskupiny ALV
Na základě vlastností virového obalu se ALV kura domácího rozdělují do 6 podskupin (onkogenní A, B, C, D, J a neonkogenní E). V terénu se nejčastěji vyskytují virusy podskupin A a o něco méně často i B (zejm. kur nosného typu; lymfoidní leukóza) a v posledních letech také virus podskupiny J (zejm. kur masného typu; myeloidní leukóza). U bažantů, křepelek a koroptví byly izolovány endogenní ALV z dalších podskupin (F, G, H a I).
Onkogenní ptačí retrovirusy (onkovirusy), které jsou přenášeny v populaci drůbeže horizontálně (kontaktem) nebo vertikálně přes násadové vejce jako kompletní infekční virus, se označují jako exogenní ALV. Některé ALV mohou také být integrovány do genomu pohlavních buněk zdravé drůbeže jako provirové sekvence – provirus (v populaci drůbeže jsou přenášeny podle Mendelových zákonů) a to ve formě kompletního virového genomu, schopného kódovat tvorbu infekčního viru podskupiny E, nebo častěji ve formě nekompletního (defektního) genomu schopného kódovat jen některé produkty replikace retrovirů (např. gs-antigen). Tyto ALV se označují jako endogenní ALV. Endogenní ALV jsou neonkogenní, ale mohou ovlivňovat reakci drůbeže na infekci exogenních ALV indukcí tzv. imunologické tolerance. Infekce exogenními ALV se u kura projevují výskytem nádorů, snížením snášky, velikosti vajec, oplozenosti, líhnivosti, zpomalením růstu a zvýšenou mortalitou.

## Onemocnění
Z retrovirových infekcí ptáků má v drůbežnictví největší praktický význam lymfoidní leukóza z komplexu aviární leukózy. Ostatní formy leukózy se vyskytují v chovech drůbeže sporadicky až vzácně; podobné platí i pro retikuloendoteliózy a lymfoproliferativní nemoc krůt.